# 萬博樂園

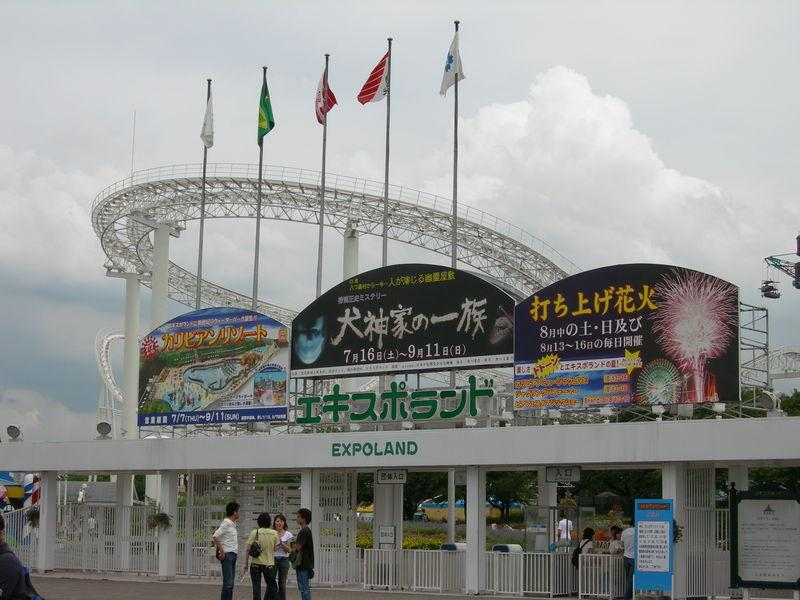
萬博樂園入口一景。攝於2005年9月。

萬博樂園（エキスポランド，Expoland）是日本大阪府吹田市萬博紀念公園曾經附設營運的一個遊樂場。萬博遊樂園原本是1970年時大阪萬國博覽會舉行時附設的遊樂區，博覽會閉幕後，由獨立行政法人日本萬國博覽會記念機構主導，成立「萬博樂園股份公司」（株式会社エキスポランド，該公司之後又為日本著名的遊樂設施製造廠商泉陽興業所收購），於1972年3月15日重新開園營運，佔地約20萬平方公尺。
2009年2月，萬博樂園因不堪赤字虧損而申請破產並停止營運。原用地經重新規劃後，成為三井不動產所主導的複合式商業與娛樂園區EXPOCITY（萬博城）的用地，以西日本最大的大型複合設施為目標，預計在2015年11月19日開始營運。

## 主要設施
- 摩天輪「科技之星」（テクノスター，Techno Star，輪高85公尺）
- 懸吊式雲霄飛車「歐樓姬」（オロチ，OROCHI，全長1200公尺，最高時速可達90公里）
- 站立式雲霄飛車「風神雷神Ⅱ」（フウジンライジン 2，已拆除）

## 事故
2007年5月5日，時值日本黃金週假期也同時是兒童節，園內的雲霄飛車「風神雷神Ⅱ」在運轉過程中突然發生脫軌衝撞護欄的意外，並造成1死21傷的慘劇。事故發生後遊樂園立刻停止營運並進行全面性的設施檢修，直到8月10日時才恢復營運。出事的「風神雷神Ⅱ」在事故之後停用並拆除，但此事件導致樂園的遊客人數大減導致赤字，因此在兩年後的2009年時結束營運。

## 外部連結
- （中文）萬博樂園中文官方網站
- （日語）Expoland官方網站
- （日語）獨立行政法人日本萬國博覽會記念機構‧萬博公園官方網站